# (18883) Domegge
(18883) Domegge (1999 YT8) – planetoida z grupy pasa głównego asteroid okrążająca Słońce w ciągu 5,36 lat w średniej odległości 3,06 j.a. Odkryta 31 grudnia 1999 roku.